# Хаскьой (околия Хайраболу)
Вижте пояснителната страница за други значения на Хаскьой.
Хаскьой (на турски: Hasköy) е село в Източна Тракия, Турция, вилает Родосто. Околия Хайраболу.

## География
Селото се намира на 11 км югозападно от Хайраболу.

## История
Според статистиката на професор Любомир Милетич в 1912 година в Хасѫкьой живеят 60 гръцки семейства.